# باشگاه فوتبال زیبرا
باشگاه فوتبال زیبرا که همچنین به عنوان زیبرا بائوکائو شناخته می‌شود، یک تیم فوتبال مستقر در بائوکائو، تیمور شرقی است. این تیم در حال حاضر با لیگ دسته دوم فوتبال آمادورا رقابت می‌کند. همچنین در مسابقات دیگر سازماندهی شده توسط فدراسیون تیمور، مانند جام ۱۲ نوامبر و جام حذفی تیمور شرقی شرکت می‌کند.